# Tettigonia pallidiola
Tettigonia pallidiola är en insektsart som beskrevs av Matsumura 1912. Tettigonia pallidiola ingår i släktet Tettigonia och familjen dvärgstritar. Inga underarter finns listade i Catalogue of Life.